# Dietmar Mosmann
Dietmar Alois Mosmann (* 25. März 1962 in Bad Kreuznach) ist ein deutscher Offizier, zuletzt im Rang eines Brigadegeneral des Heeres. Er war von 2023 bis zu seiner Pensionierung 2024 stellvertretender Kommandeur Einsatzkräfte und J6 Bundeswehr im Kommando Cyber- und Informationsraum in Bonn.

## Militärische Laufbahn
Mosmann trat am 1. Juli 1981 beim Fernmeldebataillon 920 in Kastellaun in die Bundeswehr ein. Von Oktober 1983 bis Dezember 1986 absolvierte er ein Fachhochschulstudium der Betriebswirtschaftslehre an der Universität der Bundeswehr München in Neubiberg bei München. Ab Januar 1987 war er zur besonderen Verwendung im Bataillonsstab des Fernmeldebataillons 310 in Koblenz eingesetzt. Im Juli 1987 wurde er Zugführer in der 4. Kompanie des Fernmeldebataillons 310 und war von Dezember 1990 bis März 1991 S2-Offizier des Bataillons. Von März 1991 bis September 1992 wer er Kompaniechef der 2. Kompanie des Gebirgsstabsfernmeldelehrbataillons 8 in Murnau am Staffelsee. Von September 1992 bis September 1993 folgten Verwendungen als Hörsaalleiter an der Fernmeldeschule und Fachschule des Heeres für Elektrotechnik, Lehrgruppe A, III. Inspektion, in Feldafing und von September 1993 bis September 1995 als Ordonnanzoffizier im Schulstab der Fernmeldeschule.
Von Oktober 1995 bis Mai 1997 absolvierte Mosmann den 38. Generalstabslehrgang Heer an der Führungsakademie der Bundeswehr in Hamburg, wo er zum Offizier im Generalstabsdienst ausgebildet wurde. Anschließend nahm er bis Juni 1999 am Collège Interarmées de Défense auch an der französischen Generalstabsausbildung (Cours supérieur d’état-major) in Paris teil. Danach wurde er G3-Operationsstabsoffizier im Heeresführungskommando in Koblenz und ab Juni 2001 Referent für Militärpolitische Grundlagen für Einsatz und Übung im Referat III 6 im Führungsstab der Streitkräfte  im Bundesministerium der Verteidigung (BMVg) in Berlin. Am 11. September 2003 übernahm Mosmann als Oberstleutnant das Kommando über das damalige Stabs- und Fernmeldebataillon des Einsatzführungskommandos der Bundeswehr in Schwielowsee bei Potsdam. Am 1. Juli 2005 wurde das Bataillon an seinen Nachfolger Dierk von Jagow übergeben. Mosmann wechselte nach Berlin in das Bundesministerium der Verteidigung in das Büro des Parlamentarischen Staatssekretärs Walter Kolbow (SPD) als Referent für Militär- und Sicherheitspolitik, Einsätze und Parlamentsangelegenheiten. Von Februar 2007 bis April 2010 war er Leiter des Bereichs Weiterentwicklung der Führungsunterstützungsschule der Bundeswehr in Feldafing. Von Mai 2010 bis Juli 2011 studierte Mosmann am Israel National Defence College in Tel Aviv und war ab August 2011 Referatsleiter III 5 im Führungsstab des Heeres im BMVg in Bonn sowie ab Oktober 2012 Unterabteilungsleiter IV 1 Führungsunterstützung und General der Fernmeldetruppe im Kommando Heer in Koblenz.
Ende August 2013 übernahm Mosmann im Dienstgrad Oberst das Kommando über die Führungsunterstützungsschule der Bundeswehr von Brigadegeneral Helmut Schoepe, der die Schule mehr als fünf Jahre geführt hatte und nach einer Sprachausbildung im Herbst 2014 als erster General Militärattaché an der Deutschen Botschaft Peking wurde. Am 1. Februar 2017 übergab Mosmann das Kommando offiziell an seinen Nachfolger Frank Schlösser, hatte die Schule wegen seines im August 2016 begonnenen Auslandseinsatzes jedoch seitdem nicht mehr selbst geführt. Nach seiner Rückkehr wurde Mosmann Stellvertretender Kommandeur des Kommandos Informationstechnik der Bundeswehr und Kommandeur IT-Truppen, seit dem 27. März 2019 unter Generalmajor Michael Färber. Anschließend war er stellvertretender Kommandeur Kommando Informationstechnik der Bundeswehr und Kommandeur IT-Truppen in Bonn, bevor er zuletzt von April 2023 bis September 2024 stellvertretender Kommandeur Einsatzkräfte und J6 Bundeswehr im Kommando Cyber- und Informationsraum in Bonn war.

### Auslandseinsätze
- August 2016 bis Oktober 2017: Direktor NATO Advisory and Liaison Team (NALT) im Kosovo[7][8]

## Privates
Mosmann ist verheiratet und hat ein Kind.